# Contea di Yonghe
La contea di Yonghe (永和县S, Yǒnghé XiànP) è una contea della Cina, situata nella provincia dello Shanxi e amministrata dalla prefettura di Linfen.